# بني عبد الله (فزوان)
بني عبد الله هي إحدى مشيخات المملكة المغربية، تتبع جغرافيا لإقليم بركان وإداريًا لفزوان. يقدر عدد سكانها بـ 3456 نسمة حسب الإحصاء الرسمي للسكان والسكنى لسنة 2004.